# Gérard Virol
Pour les articles homonymes, voir Virol.
Gérard Virol (né le 13 décembre 1913 à Bordeaux et mort le 17 novembre 1996 dans la même ville) est un coureur cycliste français, professionnel entre 1939 et 1947.

## Palmarès

### Palmarès amateur
- 1935
  - Paris-Verneuil
  - 3e de Paris-Évreux
- 1936
  -  Champion de France des militaires
  - 2e de Paris-Évreux
- 1937
  - 3e du Paris-Lillers
  - 3e de Paris-Verneuil

### Palmarès professionnel
- 1939
  - 2e de Paris-Caen
- 1941
  - 2e du championnat de France sur route
- 1942
  - 2e de Paris-Tours
  - 3e du Circuit de Paris
- 1943
  - Grand Prix du Pneumatique
  - 2e du Circuit des Deux Ponts
- 1945
  - 2e du Paris-Alençon

## Résultats sur le Tour de France
1 participation
- 1939 : abandon (4e étape)